# Tomasz Motyka

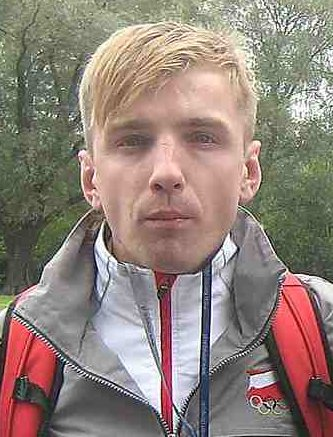
Tomasz Motyka 2008

Tomasz Marek Motyka (* 8. Mai 1981 in Breslau (Wrocław)) ist ein polnischer Degenfechter. Trainiert wird er von Adam Medyński beim Klub AZS AWF Wrocław (2008). Er studiert (2008) an der Sporthochschule in Breslau (Akademia Wychowania Fizycznego we Wrocławiu). Im Finale der Olympischen Sommerspiele 2008 focht er zusammen mit Radosław Zawrotniak, Robert Andrzejuk und Adam Wiercioch und holte die Silbermedaille.

## Erfolge
Nachstehend die größten Erfolge Motykas.
- Olympische Spiele
  - Silber 2008 im Degen Mannschaft

- Weltmeisterschaften
  - 4. Platz 2003 Degen Mannschaft
  - 6. Platz 2005 Degen Mannschaft
  - 5. Platz 2006 Degen Mannschaft
  - 7. Platz 2007 Degen Mannschaft
  - 3. Platz 2009 Degen Mannschaft

- Jugendweltmeisterschaften
  - 1. Platz 1998, 1999 Degen Mannschaft
  - 2. Platz 2000, 2001 Degen Mannschaft

- Europameisterschaften
  - 8. Platz 1999 Degen
  - 3. Platz 2003, 2011 Degen
  - 1. Platz 2005 Degen
  - 1. Platz 2005 Degen Mannschaft
  - 2. Platz 2002, 2004, 2006, 2007 Degen Mannschaft
  - 4. Platz 1999, 2008 Degen Mannschaft